# 우라이 (러시아)

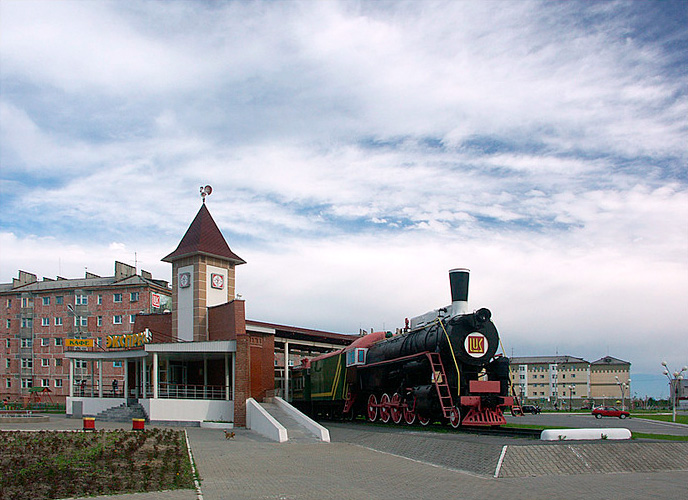

우라이(러시아어: Ура́й, 만시어: Урай)는 러시아 한티만시 자치구의 도시이다. 콘다강가에 자리잡고 있으며, 주도 한티만시스크 시에서 350km 떨어져 있다. 인구는 2010년 조사 기준 39,457명.
경제는 석유 산업을 중심으로 한다. 도시 남동쪽에 우라이 공항이 있다.